# Paese del Mare

Il Paese del Mare

Il Paese del Mare (in accadico māt tāmti(m), in sumero kur.a.ab.ba) era la regione più meridionale della Mesopotamia. Comprendeva le aree paludose alle foci del Tigri e dell'Eufrate lungo la costa settentrionale e, probabilmente, occidentale del Golfo Persico.
Nel I millennio viene anche indicata come Bit Yakini, nome che probabilmente ne indica anche la capitale, avendo preso tale nome dalla principale tribù caldea, che vi si era stabilita (secolo IX?).
Era una zona ricca con importanti boschi di palme da dattero e acque pescose. La posizione era inoltre strategica per il commercio fra la Mesopotamia e i paesi della costa del Golfo Persico e della valle dell'Indo (cultura di Harappa).

## Storia
La più antica menzione del Paese del Mare risale all'inizio del II millennio a.C.. Poco dopo la morte del re babilonese (amorreo) Hammurabi, durante il regno di suo figlio Samsu-iluna, il Paese del Mare si staccò dal regno, ormai in crisi.
L'indipendenza fu opera del governatore babilonese Iluma-ilum, che diceva di esser figlio di Damiq-ilishu (l'ultimo re della I dinastia di Isin), il quale pose la capitale in una città chiamata Uruku, non ancora identificata. Seguirono rappresaglie militari del re di Babilonia Šamšu-iluna.
Damiq-ilišu perse le precedentemente saccheggiate città di Uruk, Isin e Larsa in favore del re di Babilonia Ammi-ditana.
Ci sono prove che il re Gulkišar divenne re di Babilonia per un breve periodo dopo il sacco della città da parte del re ittita Muršili I.
Secondo la Cronaca degli antichi re, un testo neobabilonese conservato in due tavolette racconta che Ea-gamil fuggì in Elam di fronte all'invasione di un esercito comandato da Ulam-Buriaš, fratello del re cassita Kaštiliašu. Ulam-Buriash divenne "padrone del paese" (bēlūt māti īpuš). Sempre secondo lo stesso testo il re cassita Agum III avrebbe conquistato il Paese del Mare nel XV secolo a.C..
La II Dinastía fu fondata da un cassita di nome Simbar-Shipak, il quale approfittò del collasso dell'Impero assiro per fondare uno stato autonomo, che acquistò importanza e per un ventennio anche potere sino a Babilonia (1025-1005).
Con l'arrivo dei Caldei, popolazione affine agli aramei, ma forse proveniente dal sud dell'Arabia, rifiorirono i commerci, sia con l'Arabia meridionale sia con l'India. Anche in quest'epoca il Paese del Mare continuava ad essere difficile da controllare. Dominava la zona la tribù caldea dei Bit Yakini, nominalmente tributaria dei re assiri.
Nel VII secolo il re di Babilonia Shamash-shum-ukin (667-648) dovette riconoscere l'autonomia del Paese del Mare governato dal caldeo Nabu-bel-shumate. Pochi decenni (625) dopo lo stesso regno babilonese venne conquistato dal caldeo Nabopolassar della tribù Bit Yakini che diede inizio all'ultima dinastia babilonese.

## Dinastie

### I dinastia
La prima dinastia del Paese del Mare (chiamata bala ŠEŠ.ḪA(A) dall'Elenco dei re A, bala ŠEŠ.kù.ki dall'elenco B, o, più tradizionalmente, II dinastia di Babilonia)
.
I sovrani della I Dinastia sono fondamentalmente attestati in due elenchi di re babilonesi chiamati elenco dei re A e B; sono inoltre registrati in un documento assiro, l'Elenco sincronico dei re A.117. Un'ulteriore fonte  fornisce indicazione frammentarie sui monarchi più antichi.
L'Elenco dei re A indica anche gli anni di regno di ciascun monarca, pervenendo a una durata totale della dinastia di 368 anni. L'Elenco sincronico dei re A.117 fornisce la sequenza da Damqi-ilišu in poi; inoltre inserisce un re ulteriore fra Gulkišar e Pešgaldarameš, mDIŠ-U-EN (di lettura ignota). Questa fonte è considerata attendibile su questo punto, dal momento che le forme dei nomi di Pešgaldarameš e Ayadaragalama coincidono con quelle riportate da tavolette contemporanee recentemente pubblicate
La città d'origine della dinastia era Uruku(g) o Eʾuruku(g), forse al-Hiba. I re avevano nomi di ispirazione sumera che rievocavano i giorni gloriosi della dinastia di Isin. Il terzo re della dinastia si chiamava proprio come l'ultimo re di Isin, Damiq-ilišu.
La sequenza dei re della I Dinastia può essere ricostruita come segue:
| Numero d'ordine | Nome dall'elenco A | Nome dall'elenco B | Durata dall'elenco A | Sovrani stranieri contemporanei                            |
| --------------- | ------------------ | ------------------ | -------------------- | ---------------------------------------------------------- |
| 1               | Ilima[ii]          | Ilum-ma-ilī        | 60 anni              | Samsu-iluna e Abi-ešuh di Babilonia, Kaštiliaš dei Cassiti |
| 2               | Ittili             | Itti-ili-nībī      | 56 anni              |                                                            |
| 3               | Damqili            | Damqi-ilišu II     | 36 anni              | Adasi di Assiria                                           |
| 4               | Iški               | Iškibal            | 15 anni              | Belu-bāni di Assiria                                       |
| 5               | Šušši, brother     | Šušši              | 26 anni              | Lubaia di Assiria                                          |
| 6               | Gulki...           | Gulkišar           | 55 anni              | Sharma-Adad I di Assiria                                   |
| 6a              |                    | mDIŠ-U-EN          | ?                    | LIK.KUD-Šamaš di Assiria                                   |
| 7               | Peš-gal            | Pešgaldarameš,     | 50 anni              | Bazaia di Assiria                                          |
| 8               | A-a-dàra           | Ayadaragalama,     | 28 anni              | Lullaia di Assiria                                         |
| 9               | Ekurul             | Akurduana          | 26 anni              | Shu-Ninua di Assiria                                       |
| 10              | Melamma            | Melamkurkurra      | 7 anni               | Sharma-Adad II di Assiria                                  |
| 11              | Eaga               | Ea-gam[il]         | 9 anni               | Erishum III di Assiria                                     |

### II dinastia
- Simbar-šīpak 1029/25–1010/08
- Ea-mukīn-zēri 1010/08–1008
- Kaššû-nādin-aḫḫē 1008/07–1006/05